# Đức Bác
Đức Bác là một xã thuộc huyện Sông Lô, tỉnh Vĩnh Phúc, Việt Nam.
Xã Đức Bác có diện tích 7,72 km², dân số năm 1999 là 7509 người, mật độ dân số đạt 973 người/km².Trong đó Khoái Trung được coi là thôn GDP cao nhất xã,số lượng ô tô tải nhiều nhất xã. >